# MAN SL 200
Az MAN SL 200 autóbuszt 1973-ban mutatták be, a gyár legsikeresebb típusa volt.

## MAN SL 200
Az MAN SL 192-es típus utódjának szánták kettő évig a két típus párhuzamosan volt rendelhető az MAN gyártósoráról. A szabványnál hosszabb helyközi változata az MAN SÜ 240. A típusból a berlini Waggon Union elkészítette Berlin számára az emeletes változatot az MAN SD 200-ast. A csuklós változata pedig az MAN SG 220, 240. A típus gyártását 1986-ban fejezték be, utódja az MAN SL 202-es. A típusból létezett jobbkormányos változat is ezeket Ausztráliába és Új-Zélandra értékesítették. Az Új-Zélandi kocsik közül néhányat CNG, LPG meghajtásúra építettek át.

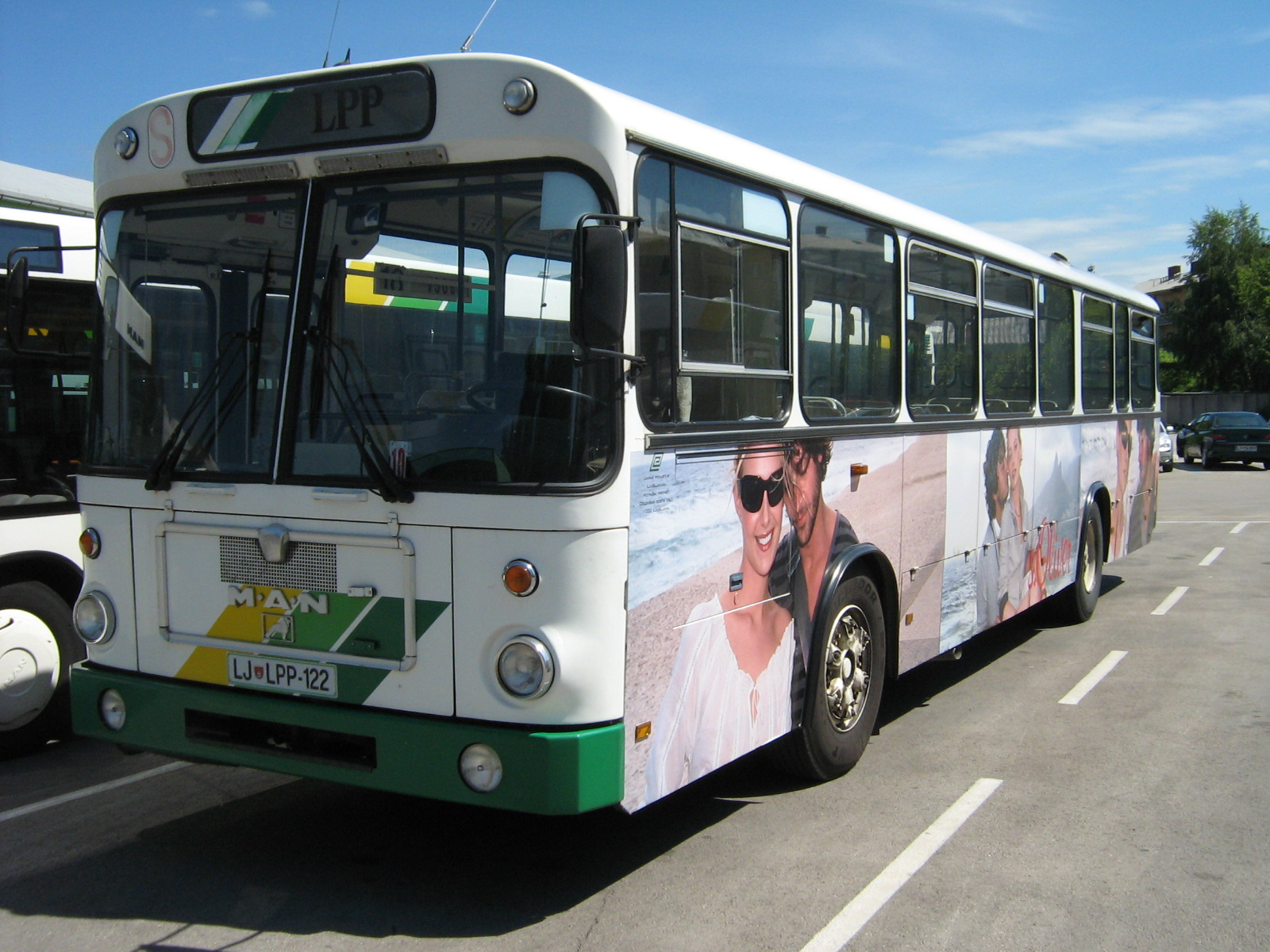
MAN SU 220 Ljubljanában

A típus példányai selejtezés után használtan elsősorban a Kelet-, Közép-Európai országokba kerültek értékesítésre, de a FÁK országok is komolyabb mennyiségben vásároltak használtan a típusból. Ott főleg Oroszországba került sok példány, ahol még néhány a mai napig is közlekedik. Az otthonmaradt és az értékesített példányok közül többet is átalakítottak például lakókocsivá, partybusszá, várósnéző busszá.

### MAN SL 200-asok Magyarországon
Magyarországon a több példány is közlekedett a ’90-es években és az ezredfordulón, mára viszont szinte teljesen eltűntek. Elsősorban Németországból érkeztek az autóbuszok. A hazai Volán-társaságok közül a Hajdú Volán, a Körös Volán és a Zala Volán rendelkezett a típussal ahonnan az ezredforduló táján eltűntek. A magántulajdonú buszok közül menetrend szerinti forgalomban Dunaharaszti, Gyomaendrőd, Kisújszállás helyi járatán közlekedett a típus.  Manapság Budapesten időnként városnéző buszként tűnik fel egy példány illetve a nyári időszakban a Deák Ferenc tér és a Szentendre skanzen közötti járaton is előfordul egy Mercedes-Benz O305-ös társaságában.

## Elektromos busz
MAN SL-E 200-as típusjelzés alatt futott 1975-ben jelent meg és 22 db készült belőle. Az autóbuszok egy egytengelyes pótkocsin vontatták maguk után az akkumulátor telepet. 8 db a Mönchengladbach 14 db a Düsseldorfer Rheinbahn állományába tartozott. 1981-ben a Mönchenglandbach eladta a kocsikat Düsseldorfba ahonnan végül az utolsó példány 1988-ban került múzeumba. 
1984-ben épült egy darab trolibusz is amelyet Bázel és Lausanne városokban tesztelte. A csuklós változatból viszont több trolibusz is készült.

## MAN SL 200-asok Törökországban
1983-1986 között gyártották a típus törökországi változatát. Ebből készült mind helyi mind pedig helyközi kivitel a helyi kivitelű buszok 1-2-1 ajtóelrendezéssel míg a helyköziek 1-0-1 ajtóelrendezéssel készültek. Az autóbuszok jellegzetessége még a VÖV szabványtól kissé eltérő külső megjelenés, homlokfal, ráncajtók.

## Avtomontaža
Jugoszláv igényeknek megfelelően 1981-1991 között gyártottak a szlovén Avtomontaža gyárban. Típusjelzése: MAN SU 220. Ebből készült 2 és 3 ajtós kivitel is 2 ajtós kivitelből 2-0-2 ajtóelrendezéssel is létezett. Az autóbusz utasterében a műbőr/szövet üléspadok helyett vasvázra csavarozott farostlemez vagy pedig öntött műanyagülésekkel rendelkeznek, bár néhány helyen komfortérzetet növelendő kárpitozott szivacsot ragasztottak az ülések ülő és hátlapjára, vagy az üléseket kicserélték. Mechanikus és automata sebességváltóval volt rendelhető. Mára az üzemelő példányok száma jelentősen megfogyatkozott.